# بهارلی (آق‌دام)
بهارلی (به لاتین: Baharlı) یک منطقه مسکونی در جمهوری آذربایجان است که در شهرستان آق‌دام واقع شده است.